# Historie-i-historien
Historie-i-historien er et litterært virkemiddel, hvor der i en fortælling fortælles en anden fortælling.
Virkemidlet kendes for eksempel fra Tusind og en Nat, hvor der endda er flere lag af fortællinger i hinanden.
På dansk har Johannes V. Jensens roman Kongens Fald figuren Zacharias, der fortæller flere småhistorier i den overordnede historie.
Skuespil kan have skuespil-i-skuespillet. Fx: I Hamlet kommer en trup der spiller et skuespil i skuespillet.